# Ambatomanjaka
Ambatomanjaka is een plaats en commune in het centrum van Madagaskar, behorend tot het district Miarinarivo, dat gelegen is in de regio Itasy. Tijdens een volkstelling in 2001 telde de plaats 15.350 inwoners.
De plaats biedt naast lager onderwijs ook middelbaar onderwijs aan. 85 % van de bevolking werkt als landbouwer. Het belangrijkste landbouwproduct is rijst; andere belangrijke producten zijn mais en maniok. Verder is 15% actief in de dienstensector.